# Orchideafa

Hongkong címere

Az orchideafa (Bauhinia) a  pillangósvirágúak (Fabaceae) családjában a  lepényfaformák (Caesalpinioideae) Cercideae nemzetségcsoportjának névadó nemzetsége mintegy 300 fajjal. Hongkong a Bauhinia blakeana orchideafa virágát választotta nemzeti jelképéül és zászlajának díszéül.
Orchideafának azért nevezik, mert virágai a Cattleya orchideákéra emlékeztetnek. Tudományos nevét a Bauhin családról kapta (Johann Bauhin (1541–1613), Caspar Bauhin (1560–1624), mindkettő botanikus).

## Származása, elterjedése
A nemzetségcsoport legtöbb taxonjához hasonlóan fajai főként a trópusi esőerdőkben honosak.

## Megjelenése, felépítése
A fajok több mint fele cserje, kis vagy közepes méretű fa, a többi folyondár. A fatermetű változatok koronája terebélyes; gyakran szélesebb, mint amilyen magas a fa. Kövér, kerekded vese alakú levelei szemben állnak.
Ötszirmú virágai élénk, változatos színűek — a magyar fajnevek többsége a virág színére utal. A néhány centiméter átmérőjű virágok tömegesen jelennek meg az ágakon. Termése hüvely.

## Életmódja, termőhelye
A nagy humusztartalmú, nedves talajt kedveli. Leveleit esténként középerük mentén összecsukja.

## Felhasználása
Több faját — főképpen a közönséges orchideafát (Bauhinia variegata) — szép lombjáért és bőségesen fakadó virágzatáért dísznövénynek ültetik. Főleg a trópusi és szubtrópusi éghajlaton terjedt el, mivel fagyérzékeny.
Virágai tavasszal nyílnak.

## Fajok
- Bauhinia acreana
- Bauhinia aculeata
- Bauhinia acuminata
- hófehér orchideafa (Bauhinia alba)
- Bauhinia acuruana
- Bauhinia angulicaulis
- Bauhinia angulosa
- Bauhinia augusti
- Bauhinia bartlettii
- Bauhinia bauhinioides
- Bauhinia bidentata
- Bauhinia binata
- Bauhinia blakeana
- Bauhinia brachycarpa
- Bauhinia brevipes
- teveláb orchideafa (Bauhinia corniculata)
- Bauhinia carronii
- Bauhinia championii
- Bauhinia conwayi
- Bauhinia corymbosa
- Bauhinia coulteri
- Bauhinia cumingiana
- Bauhinia cunninghamii
- Bauhinia diphylla
- Bauhinia divaricata
- Bauhinia esculenta
- Bauhinia fassoglensis
- Bauhinia forficata
- piros orchideafa (Bauhinia galpinii)
- Bauhinia gilva
- Bauhinia glabra
- Bauhinia glauca
- Bauhinia godefroyi
- Bauhinia guianensis
- Bauhinia hookeri
- Bauhinia integrifolia
- Bauhinia japonica
- Bauhinia kochiana
- Bauhinia kunthiana
- Bauhinia kurzii
- Bauhinia longicuspis
- Bauhinia longifolia
- Bauhinia lunarioides
- Bauhinia macranthera
- Bauhinia macrostachya
- Bauhinia malabarica
- Bauhinia microstachya
- rózsaszín orchideafa (Bauhinia monandra)
- Bauhinia multinervia
- Bauhinia natalensis
- Bauhinia obtusata
- Bauhinia ornata
- Bauhinia pauletia
- Bauhinia pentandra
- Bauhinia petersiana
- Bauhinia picta
- lila orchideafa (Bauhinia purpurea)
- Bauhinia racemosa
- Bauhinia reticulata
- Bauhinia roxburghiana
- Bauhinia rufescens
- Bauhinia semibifida
- Bauhinia saigonensis
- Bauhinia scandens
- Bauhinia semla
- majomlépcsőfa (Bauhinia smilacina)
- Bauhinia syringifolia
- Bauhinia taitensis
- Bauhinia thonningii
- sárga orchideafa (Bauhinia tomentosa)
- Bauhinia ungulata
- Bauhinia vahlii
- közönséges orchideafa (Bauhinia variegata)
- Bauhinia viridescens
- Bauhinia winitii
- Bauhinia yunnanensis